# Metsi-Maholo Community
Metsi-Maholo Community är en gemenskap i Lesotho.   Den ligger i distriktet Mafeteng District, i den västra delen av landet, 40 km sydväst om huvudstaden Maseru.